# Osiedle Piłsudskiego
Osiedle Piłsudskiego – osiedle administracyjne Skarżyska-Kamiennej, usytuowane w centralnej części miasta.
Osiedle obejmuje tereny na zachód od torów kolejowych, w rejonie Alei Piłsudskiego. Znajduje się tu m.in. Miejskie Centrum Kultury im. Leopolda Staffa.

## Zasięg terytorialny
Osiedle obejmuje następujące ulice: Asnyka ; Krasińskiego od nr 18 do końca (parzyste); Mickiewicza od nr 14 do końca (parzyste) i od nr 17 do końca (nieparzyste); Okrzei od nr 1 do końca (nieparzyste); Orkana; Aleja Marszałka J. Piłsudskiego od nr 36 do nr 48 (parzyste) ; Słowackiego od nr 2 do nr 22 (parzyste) i od nr 1 do nr 25 (nieparzyste); Aleja Tysiąclecia od nr 27 do nr 37 (nieparzyste).